# Singing Bee
Singing Bee (hier: Bee = Treffen, Kränzchen) ist eine NBC-Gameshow, die 2007 in den USA startete, inzwischen aber auch in weiteren Ländern erfolgreich läuft (u. a. Australien, Philippinen).

## Hintergrund
Die Sendung wurde in den USA von Robert C. Horowitz und Phil Gurin entwickelt. Die 30-minütige Sendung lief ab Sommer 2007 im amerikanischen Fernsehen. Das Show-Konzept beruht auf dem Prinzip des Karaoke-Singens. In verschiedenen Wettbewerben müssen die Kandidaten Textsicherheit beweisen, die gesangliche Leistung ist nicht ausschlaggebend. In allen Wettbewerben hören die Sänger der Studioband während eines Songausschnittes auf zu singen und der Kandidat muss mit korrektem Text weiter singen.

## Singing Bee in Deutschland
Im Oktober 2007 wurde bekannt, dass ProSieben die Lizenzrechte der Sendung gekauft hat. Die Ausstrahlung begann am 9. September 2008 und wurde von Oliver Petszokat und Senna Guemmour moderiert.
In der deutschen Ausgabe sang meist der Comedian Tony Marony ohne Englischkenntnisse ein Lied, das er mit Kopfhörern hörte, laut vor. Kandidaten aus dem Publikum mussten erraten, welchen Song er sang. Für die richtige Antwort gab es 500 €. Die deutsche Ausgabe wurde am 18. November 2008 wegen schlechter Einschaltquoten eingestellt.
Die Kandidaten werden, anders als in der Show zu sehen, vorher gecastet.